# Struckia argentata
Struckia argentata är en bladmossart som beskrevs av C. Müller 1893. Struckia argentata ingår i släktet Struckia och familjen Sematophyllaceae. Inga underarter finns listade i Catalogue of Life.